# Edward Savage Crocker II
Edward Savage Crocker II (* 20. Dezember 1895 in Fitchburg, Massachusetts; †  April 1968) war ein US-amerikanischer Diplomat.

## Leben
Sein Vater war Edward Savage Crocker, Rentier der Crocker, Burbank & Company, einer Papierfabrik in Fitchburg. Von 1917 bis 1918 nahm er am Ersten Weltkrieg bei der US-Navy teil. Er war Absolvent der Princeton University und trat 1920 in den diplomatischen Dienst ein. Anfang 1930 war er zunächst zweiter, dann erster Botschaftssekretär und Geschäftsträger der US-Botschaft in Stockholm.
Ab 1935 war er zweiter und ab Herbst 1939 erster Sekretär an der US-Botschaft in Tokio unter Botschafter Joseph Grew. Crocker gehörte zu den ersten US-Amerikanern, welche von der Planung eines japanischen Angriffs auf Pearl Harbor erfuhren. Crocker ließ die entsprechenden Angaben am 28. Januar 1941 an das US-Außenministerium senden. Die Angaben wurden vom Office of Naval Intelligence als unzutreffend eingeschätzt. Edward Crocker nahm am 8. Dezember 1941 die offizielle Kriegserklärung Japans entgegen. Anschließend arbeitete er weiter in Tokio, da es dem Botschaftspersonal nicht erlaubt wurde Japan zu verlassen. Im August 1942 kam er infolge eines bilateralen, diplomatischen Austausches in die USA.
Crocker war von November 1942 bis August 1944 erster Botschaftssekretär und Konsul unter Raymond Henry Norweb an der US-Botschaft bei António de Oliveira Salazar in Lissabon. Nach dem 8. Mai 1945 war Crocker unter Botschafter Stanton Griffis an der US-Botschaft in Warschau akkreditiert.
Am 28. September 1948 ernannte Harry S. Truman Crocker zu seinem Botschafter im Irak. Crocker II legte sein Akkreditierungsschreiben am 1. März 1949 bei der Regierung von Faisal II. vor. Crocker II verließ den Botschaftsposten am 12. Juni 1952. Bis Ende 1946 gab es die Republik Mahabad. Die US-Botschaft im ließ April 1950 eine Zeitung in Kurdisch drucken und in Bagdad 115, Nordirak 476, im Iran 116 in Syrien 102 und 11 Belegexemplare verteilen.
Crocker heiratete 1942 Lispenard Seabury (1902–1984). In dieser Ehe wurde Lispenard Seabury Crocker geboren, welche Marshall Green (1916–1998) heiratete.